# كاتالينا سافيدرا
كاتالينا سافيدرا (بالإسبانية: Catalina Saavedra)‏ هي ممثلة تشيلية، ولدت في 8 يناير 1968 بفالبارايسو في تشيلي.

## وصلات خارجية
- كاتالينا سافيدرا على موقع IMDb (الإنجليزية)
- كاتالينا سافيدرا على موقع ألو سيني (الفرنسية)
- كاتالينا سافيدرا على موقع أول موفي (الإنجليزية)
- كاتالينا سافيدرا على موقع قاعدة بيانات الفيلم (الإنجليزية)
- كاتالينا سافيدرا على موقع كينوبويسك (الروسية)